# Liste d'élections en 1959
Chronologie des élections
- 1955
- 1956
- 1957
- 1958
- 1959
- 1960
- 1961
- 1962
- 1963

Cette liste recense les élections organisées durant l'année 1959. Elle inclut les élections législatives et présidentielles nationales dans les États souverains, ainsi que les référendums au niveau national.
L'année est marquée principalement par des élections qui participent au processus de transition vers l'indépendance en Afrique - notamment dans les nations africaines membres de la Communauté française, mais aussi en Somalie italienne (mars) et dans la colonie britannique du Nigéria (décembre). Les élections à Singapour (mai), à Chypre (décembre) et à Wallis-et-Futuna (décembre) participent également de ce processus.

## Par mois

### Janvier
Il n'y a pas d'élection nationale en janvier 1959.

### Février
| Date        | Pays       | Élections    | Contexte                                                                         | Résultats |
| ----------- | ---------- | ------------ | -------------------------------------------------------------------------------- | --- |
| 1er février | Luxembourg | Législatives |                                                                                  | Parlement sans majorité. Le Parti populaire chrétien-social (CSV, chrétien-démocrate) conserve la majorité relative des sièges. Pierre Werner (CSV) devient premier ministre. |
| 18 février  | Népal      | Législatives | Premières élections de l'histoire du pays, à la suite de réformes démocratiques. | Le parti Congrès népalais (social-démocrate) remporte une majorité absolue des sièges. Bishweshwar Prasad Koirala (Congrès népalais) est nommé premier ministre au mois de mai. En décembre 1960 toutefois, le roi Mahendra suspend la Constitution, dissout le Parlement, fait emprisonner le premier ministre, interdit les partis politiques et met un terme à cette brève expérience démocratique. |

### Mars
| Date    | Pays              | Élections    | Contexte | Résultats |
| ------- | ----------------- | ------------ | --- | --- |
| 8 mars  | Somalie italienne | Législatives | La Somalie à cette date est un territoire confié à l'Italie sous mandat des Nations unies, en préparation pour son indépendance.                                                                        | La Ligue de la jeunesse somalie conserve une large majorité des sièges. Abdullahi Issa demeure premier ministre. Le pays accède à sa pleine indépendance le 1er juillet 1960. |
| 8 mars  | Soudan français   | Législatives | Le Soudan français à cette date est un État autonome membre de la Communauté française. | L'Union soudanaise (panafricaniste), qui disposait d'une majorité absolue à l'assemblée, remporte cette fois tous les sièges. Modibo Keïta devient premier ministre. Après une éphémère union avec le Sénégal à partir d'avril 1959, le pays accède à sa pleine indépendance le 20 juin 1960, avec pour nom la République du Mali. |
| 12 mars | Pays-Bas          | Législatives | | Parlement sans majorité. Le Parti populaire catholique dépasse d'un siège le Parti travailliste (socialiste). Chacun dispose d'un peu moins d'un tiers des sièges. Jan de Quay (PPC) devient premier ministre. |
| 15 mars | Haute-Volta       | Référendum   | La Haute-Volta à cette date est un État autonome membre de la Communauté française. Le référendum soumet une proposition de Constitution au peuple. Celle-ci instaurerait une république parlementaire. | La proposition est approuvée par 80,0 % des votants. Des élections législatives ont lieu une semaine plus tard. |
| 22 mars | Sénégal           | Législatives | Le Sénégal à cette date est un État autonome membre de la Communauté française. | Avec 83 % des voix, l'Union progressiste (socialisme africain) remporte tous les sièges. Le mois suivant, le Sénégal se fond dans l'éphémère Fédération du Mali. Le pays accède à sa pleine indépendance le 4 avril 1960. |

### Avril
| Date          | Pays                      | Élections     | Contexte                                                                              | Résultats |
| ------------- | ------------------------- | ------------- | ------------------------------------------------------------------------------------- | --- |
| 12 avril      | Côte d'Ivoire             | Législatives  | La Côte d'Ivoire à cette date est un État autonome membre de la Communauté française. | Le Parti démocratique (conservateur) est le seul à prendre part à l'élection, et remporte donc tous les sièges. Félix Houphouët-Boigny devient premier ministre. Le pays accède à sa pleine indépendance le 7 août 1960.           |
| 19 avril      | Haute-Volta               | Territoriales | La Haute-Volta à cette date est un État autonome membre de la Communauté française.   | Le Rassemblement démocratique africain (nationaliste) remporte une majorité absolue des sièges. Maurice Yaméogo demeure premier ministre. Le pays accède à sa pleine indépendance le 5 août 1960.                                  |
| 5 et 29 avril | République centrafricaine | Législatives  | La Centrafrique à cette date est un État autonome membre de la Communauté française.  | Malgré la participation de deux autres partis, le Mouvement d'évolution sociale de l'Afrique noire conserve la totalité des sièges. David Dacko devient premier ministre. Le pays accède à sa pleine indépendance le 13 août 1960. |

### Mai
| Date   | Pays       | Élections      | Contexte | Résultats |
| ------ | ---------- | -------------- | --- | --- |
| 5 mai  | Liberia    | Présidentielle | Les élections se déroulent au suffrage censitaire (masculin et féminin). Ceci a pour conséquence d'exclure du droit de vote la grande majorité de la population autochtone, et de réserver l'exercice du pouvoir aux descendants de colons noir-américains. Sous ce gouvernement autoritaire et répressif, l'opposition ne peut fonctionner correctement. | Le président William Tubman (parti True Whig : droite) est réélu pour un quatrième mandat, avec officiellement 100 % des voix. (Son unique opposant, William Davies-Bright, ne recueille officiellement que 55 voix sur plus de 530 000.) |
| 2 mai  | Dahomey    | Législatives   | Le Dahomey à cette date est un État autonome membre de la Communauté française. | Assemblée sans majorité. Le Parti républicain, qui disposait d'une majorité absolue des sièges dans la législature sortante, n'en conserve qu'une majorité relative. Et c'est Hubert Maga (Rassemblement démocratique) qui devient premier ministre. Le pays accède à sa pleine indépendance le 1er août 1960.                                                                                            |
| 10 mai | Autriche   | Législatives   | | Le Parti populaire (ÖVP : chrétien-démocrate, conservateur) conserve la majorité relative des sièges avec un siège d'avance sur le Parti socialiste (SPÖ). Les deux maintiennent leur gouvernement d'union nationale, avec le conservateur Julius Raab comme chancelier et le socialiste Bruno Pittermann comme vice-chancelier. À noter que le Parti communiste perd ses trois derniers sièges restants. |
| 17 mai | Mauritanie | Législatives   | La Mauritanie à cette date est un État autonome membre de la Communauté française. Le Parti de Regroupement mauritanien contrôle la vie politique du pays, et est le seul à présenter des candidats ; toute activité politique externe au parti est interdite.                                                                                            | Le Parti de Regroupement mauritanien remporte mécaniquement tous les sièges. Moktar Ould Daddah demeure premier ministre. Le pays accède à sa pleine indépendance le 28 novembre 1960. |
| 30 mai | Singapour  | Législatives   | Ces élections marquent l'accès à l'autonomie de cette colonie britannique. | Alternance. Le Parti d'action populaire (conservatisme social) remporte une large majorité absolue des sièges. C'est le début de la domination de ce parti sur la vie politique du pays, qui se poursuit sans interruption jusqu'au XXIe siècle. Lee Kuan Yew devient premier ministre. |
| 31 mai | Tchad      | Législatives   | Le Tchad à cette date est un État autonome membre de la Communauté française. | Le Parti progressiste (indépendantiste, panafricaniste) conserve une majorité absolue des sièges. François Tombalbaye demeure premier ministre. Le pays accède à sa pleine indépendance le 11 août 1960. |

### Juin
| Date    | Pays                | Élections      | Contexte | Résultats |
| ------- | ------------------- | -------------- | --- | --- |
| 14 juin | République du Congo | Législatives   | Le Congo à cette date est un État autonome membre de la Communauté française.                                                                                                   | Le parti Union démocratique pour la défense des intérêts africains, qui disposait d'une majorité relative, remporte cette fois la majorité absolue des sièges. Fulbert Youlou demeure premier ministre. Le pays accède à sa pleine indépendance le 15 août 1960. |
| 17 juin | Irlande             | Présidentielle | La candidature d'Éamon de Valera à ce poste honorifique et essentiellement symbolique marque le retrait de la vie politique active de l'un des pères de l'indépendance du pays. | Éamon de Valera (Fianna Fáil : centriste) est élu avec 56,3 % des voix, face à Seán Mac Eoin (Fine Gael : centre-droit). |
| 28 juin | Islande             | Législatives   | | Parlement sans majorité. Le Parti de l'indépendance (libéral-conservateur) conserve une majorité relative des sièges à la chambre haute, mais se trouve à égalité avec le Parti du progrès (centre-droit, agrarien) à la chambre basse. C'est le social-démocrate Emil Jónsson qui demeure provisoirement premier ministre. De nouvelles élections ont lieu en octobre. |

### Juillet
Il n'y a pas d'élection nationale en juillet 1959.

### Août
| Date    | Pays                   | Élections    | Contexte | Résultats |
| ------- | ---------------------- | ------------ | --- | --- |
| 19 août | Malaisie               | Législatives | Premières élections nationales après l'indépendance du pays en 1957. Les précédentes avaient eu lieu en 1955. | Le Parti de l'Alliance (droite) conserve la majorité absolue des sièges. Tunku Abdul Rahman demeure premier ministre.                                                                 |
| 30 août | République du Viêt Nam | Législatives | Sous la présidence de Ngô Đình Diệm, le Viêt Nam du Sud est une dictature. Les élections sont truquées. Au moyen d'intimidations, le gouvernement parvient à empêcher presque toute candidature d'opposition, et garantit la victoire de ses candidats en pratiquant le bourrage d'urnes. La guerre du Viêt Nam se poursuit dans le même temps. | L'alliance des partis gouvernementaux (personnaliste) remporte tous les sièges sauf deux. L'un des deux seuls élus d'opposition est arrêté par les autorités avant de pouvoir siéger. |

### Septembre
| Date         | Pays        | Élections    | Contexte | Résultats |
| ------------ | ----------- | ------------ | -------- | --- |
| 13 septembre | Saint-Marin | Législatives |          | Alternance. Après la scission de la coalition des communistes et des socialistes qui gouvernaient le pays depuis la fin de la Seconde Guerre mondiale, la coalition du Parti démocrate-chrétien et du Parti socialiste démocratique indépendant remporte une majorité absolue des sièges. |

### Octobre
| Date             | Pays        | Élections    | Contexte | Résultats |
| ---------------- | ----------- | ------------ | -------- | --- |
| 8 octobre        | Royaume-Uni | Législatives |          | Le Parti conservateur conserve la majorité absolue des sièges, en cette période de prospérité économique toujours marquée par le consensus d'après-guerre. Harold Macmillan demeure premier ministre.                   |
| 25 octobre       | Suisse      | Législatives |          | Parlement sans majorité. Le Parti socialiste et le Parti radical-démocratique (libéral) obtiennent chacun un quart des sièges, talonnés par le Parti conservateur social-chrétien.                                      |
| 25 et 26 octobre | Islande     | Législatives |          | Parlement sans majorité. Alternance. Le Parti de l'indépendance (libéral-conservateur) obtient la majorité relative des sièges dans les deux chambres. Ólafur Thors (Parti de l'indépendance) devient premier ministre. |

### Novembre
| Date       | Pays    | Élections                      | Contexte | Résultats |
| ---------- | ------- | ------------------------------ | --- | --- |
| 3 novembre | Israël  | Législatives                   | | Parlement sans majorité. Le Mapaï conserve sa majorité relative des sièges. David Ben Gourion demeure premier ministre. |
| 8 novembre | Tunisie | Législatives et présidentielle | Premières élections depuis la proclamation de la République en 1957. La Tunisie à cette date fonctionne de facto comme un État à parti unique, même si elle ne l'est pas encore officiellement. | Le président Habib Bourguiba est le seul à recueillir les parrainages nécessaires pour se présenter à l'élection présidentielle, et est donc l'unique candidat. Il est déclaré réélu sans élection. Son parti Néo-Destour (nationaliste, laïc, social-libéral) conserve tous les sièges à la Chambre des députés, n'ayant pas d'autre opposant que le Parti communiste (dans deux circonscriptions uniquement). |

### Décembre
| Date        | Pays             | Élections      | Contexte | Résultats |
| ----------- | ---------------- | -------------- | --- | --- |
| 12 décembre | Nigeria          | Législatives   | Ces élections préparent l'indépendance du pays, colonie désormais autonome de l'Empire britannique.                                                                           | Parlement sans majorité. Le parti Congrès populaire du nord conserve la majorité relative des sièges. Abubakar Tafawa Balewa demeure premier ministre. Le pays accède à sa pleine indépendance le 1er octobre 1960. |
| 13 décembre | Chypre           | Présidentielle | Chypre à cette date demeure une colonie britannique. Les accords du mois de février enclenchent néanmoins sa transition vers l'indépendance, d'où la tenue de cette élection. | L'archevêque Makarios III (sans étiquette, soutenu par le mouvement nationaliste grec et anticommuniste EOKA) est élu avec 66,8 % des voix face à John Clerides, candidat du parti Union démocratique et soutenu par le Parti progressiste des travailleurs (communiste). Makarios III n'entre en fonction qu'en août 1960, au moment de l'indépendance de Chypre. |
| 27 décembre | Wallis-et-Futuna | Référendum     | Les habitants sont invités à approuver ou rejeter la proposition de faire de cette colonie un territoire d'outre-mer de la République française.                              | La proposition est approuvée par 94,4 % des votants. |